# Kirkcudbright
Kirkcudbright (en écossais Cille Chuithbeirt (gd), que l'on pourrait traduire par chapelle de Cuthbert), est une ville et paroisse civile, située dans le council area de Dumfries and Galloway, dans la région de lieutenance du Stewartry of Kirkcudbright. Elle se trouve au sud de l'Écosse, à l'embouchure de la Dee, à 10 kilomètres de la mer. Elle a été le chef-lieu de l'ancien comté de Kirkcudbrightshire et du district de Stewartry, au sein de la région du Dumfries and Galloway (de 1975 à 1996).

## Personnalités
- Robert Lenox (1759-1839), homme d'affaires américain-écossais, né à Kirkcudbright.